# شركة إس إتش في القابضة
إس إتش في القابضة هي شركة تجارية هولندية مملوكة للقطاع الخاص، وتعتبر واحدة من أكبر مجموعات التجارة الخاصة في العالم. إس إتش في هي شركة متنوعة للغاية، ولها مصالح في النقل ، وتجارة التجزئة ، والنفط ، والأغذية ، والخدمات المالية . ويعمل بها حاليا ما يزيد عن 50 ألف شخص.

## تاريخ الشركة

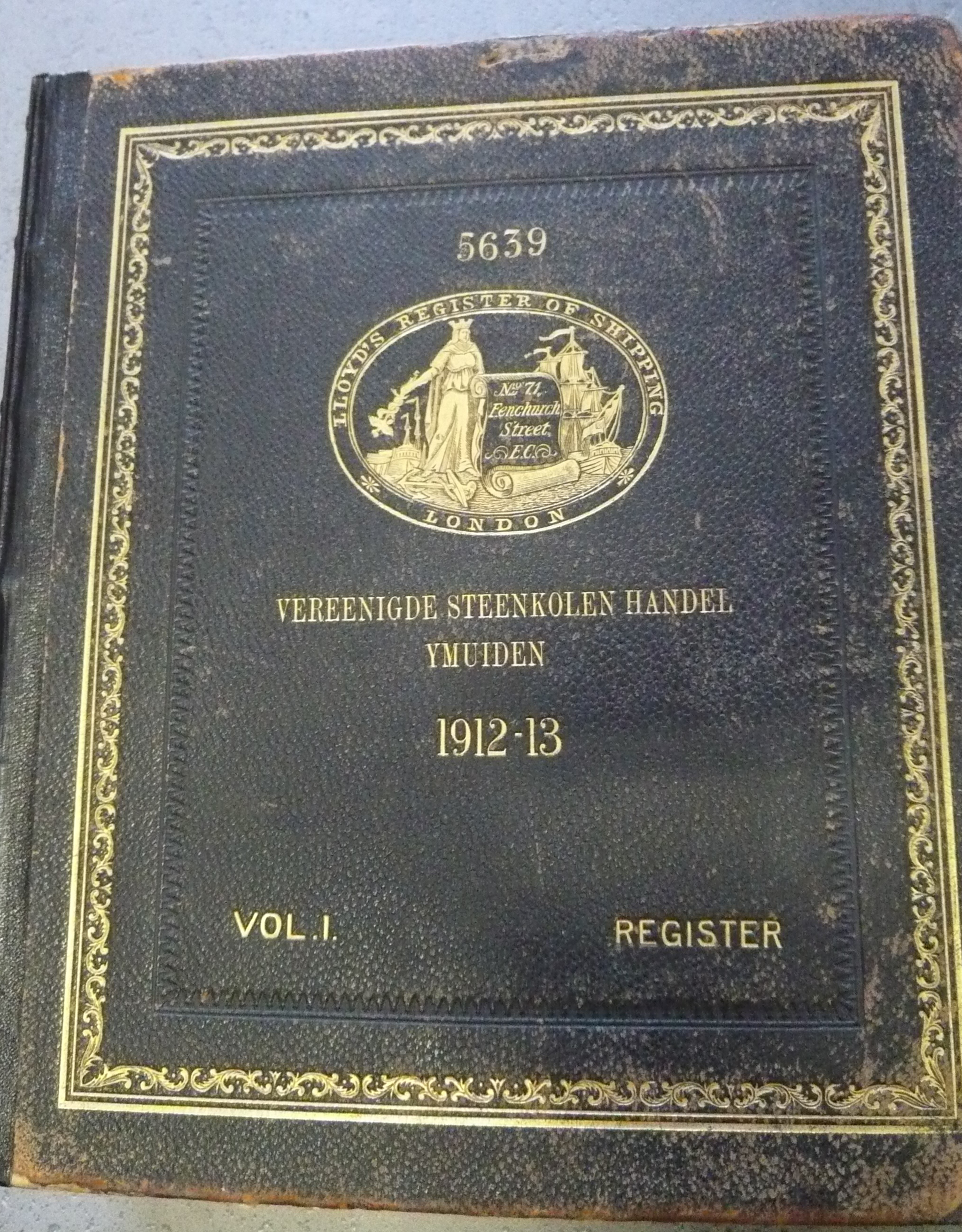
واحدة من سلسلة سجلات لويدز القديمة من مكاتب إس إتش في السابقة في آيماودن. موجود حاليا في مكتبة متحف زيين هافن. تمكنت شركة إس إتش في من إدارة نقل الفحم ("ستيين كوول") في ميناء آيماودن.

### 1896–1939
في الأول من أبريل عام 1896، اندمجت ثمانية شركات هولندية لتجارة الفحم لتأسيس شركة ستينكولين هاندلز-فيرينيجينج (شركة تجارة الفحم)، ردًا على تشكيل نقابة الفحم الألمانية في منطقة الراين-ويستفاليا (نقابة الفحم في الراين-ويستفاليا). بحلول عام 1904، حصلت الشركة على حقوق حصرية لتجارة الفحم الوستفالي في هولندا. تحت إشراف المخرج فريتس "أف أتش" فينتنر فان فليسينجين ، زادت مكانة إس إتش في في هولندا قوةً إلى قوة. تحت قيادته، نقلت شركة إس إتش في مقرها الرئيسي من روتردام إلى أوتريخت، للاستفادة من موقع المدينة كمركز لشبكة السكك الحديدية الهولندية. بحلول عام 1910، تمكنت إس إتش في من ترسيخ مكانتها كواحدة من أهم القوى التجارية في هولندا.
بفضل خبرته في مجال تجارة الفحم، تم تعيين فينتنر فان فليسينجين مديرًا لمجلس الفحم الحكومي، الذي أدار توزيع الفحم في هولندا أثناء الحرب العالمية الأولى . على الرغم من أن هولندا كانت محايدة، إلا أن سنوات الحرب كانت صعبة على إس إتش في، حيث تم تخصيص إنتاج الفحم في ويستفاليا لدعم المجهود الحربي الألماني. ومع ذلك، في عام 1917، أنشأت شركة إس إتش في شركة قابضة، مكتب إدارة يونيتاس لاستغلال منجم أنثراسايت ألماني. أصبحت هذه الكيانات (المسماة ببساطة "يونيتاس") الذراع الاستثمارية الأولى لشركة إس إتش في، حيث وفرت رأس المال التأسيسي لشركات مثل أفران الانفجار الملكية و
الخطوط الجوية الملكية الهولندية .
كما جلبت عشرينيات القرن العشرين أيضًا تغييرًا كبيرًا في القطاع الصناعي الهولندي: حيث أدى الركود في صيد الأسماك إلى دمج ثلاث شركات شحن كبرى  كما أثرت احتياجاتها الجديدة من الطاقة أيضًا على إس إتش في. ردًا على هذه التغييرات، أنشأت شركة إس إتش في أول محطة لتزويد الوقود بالنفط وبيعت النفط الخام للسفن الآلية لشركات الشحن المندمجة مؤخرًا. لقد جاءت التحولات في اقتصاديات الطاقة في هولندا في أعقاب التغيرات التي حدثت في جميع أنحاء العالم. في عام 1914، كان ما يقرب من 94% من السفن في جميع أنحاء العالم تعمل بالفحم؛ وبحلول عام 1939 انخفضت هذه النسبة إلى 48%. كان النفط مفضلا على الفحم لأنه يحترق بكفاءة أكبر: في بعض الحالات، وفرت شركات الشحن ما يصل إلى 40% من تكاليف التشغيل من خلال التحول إلى السفن ذات المحركات.   تم إخراج إس إتش في بواسطة دانيال جورج فان بيونينجن الذي تولى المسؤولية من والده.

### 1940–1970
في 10 مايو 1940، هاجمت ألمانيا كلاً من بلجيكا وفرنسا ولوكسمبورج وهولندا. بعد أربعة أيام من القتال ، استسلمت الحكومة الهولندية وبدأ احتلال هولندا.
بعد الحرب، كان على إس إتش في أن تتعامل مع الصعوبات الاقتصادية للقارة المدمرة. ومع استمرار انخفاض أهمية الفحم، وسعت شركة إس إتش في اهتماماتها في مجال الشحن والتجزئة. في عام 1964، أنشأت الشركة متاجر ماكرو للدفع النقدي.

### 1970–1999
بحلول عام 1995 أصبحت شركة إس إتش في أكبر شركة تجارية في هولندا.

### 2000–حتى الآن
في أبريل 2015، أكملت شركة إس إتش في عملية الاستحواذ على شركة تصنيع الأعلاف الحيوانية نيوتريكو 
في يوليو 2021، اشترت شركة إس إتش في شركة كيوا ، وهي مؤسسة هولندية للاختبار والتفتيش والشهادات (TIC).

## الشؤون المؤسسية

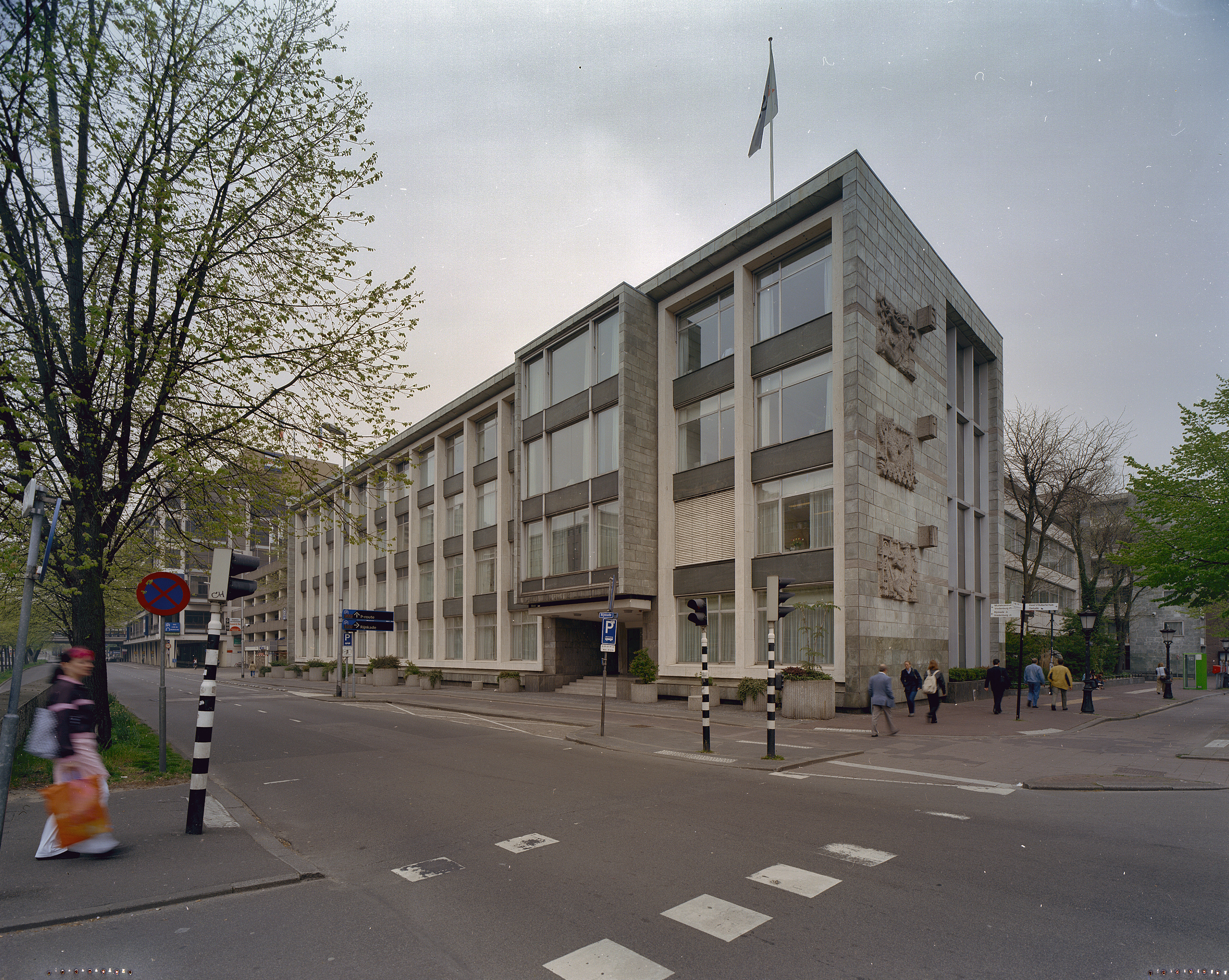
المقر الرئيسي لشركة إس إتش في في أوتريخت

### إدارة الشركة
يشغل جيروين دروست منصب الرئيس التنفيذي لشركة إس إتش في القابضة منذ أبريل 2016.

### الشعار

شعار النبالة لمدينة أوتريخت

شعار إس إتش في مستوحى من شعار النبالة لمدينة أوتريخت، والتي انتقلت إليها إس إتش في من روتردام تحت إدارة إف إتش فنتينر فان فليسينجن.
- إس إتش في الطاقة – غاز البترول المسال
- ماكرو - المواد الغذائية وغير الغذائية الاستهلاكية في أمريكا الجنوبية
- مامويت - رفع الأحمال الثقيلة والنقل
- إريكس - متخصص متعدد المنتجات يقدم مجموعة واسعة من مكونات الهندسة الميكانيكية والخدمات الفنية لجميع أقسام الصناعة
- نوتريكو - تغذية الحيوان والأعلاف
- نبم كابيتال - الأسهم الخاصة
- كيوا - الاختبار والتفتيش وإصدار الشهادات
- واحد دياس - شركة التنقيب والإنتاج العاملة للنفط والغاز

## روابط خارجية
- الموقع الرسمي